# Municipio de Humboldt (Dakota del Sur)
El municipio de Humboldt (en inglés: Humboldt Township) es un municipio ubicado en el condado de Minnehaha en el estado estadounidense de Dakota del Sur. En el año 2010 tenía una población de 339 habitantes y una densidad poblacional de 3,69 personas por km².

## Geografía
El municipio de Humboldt se encuentra ubicado en las coordenadas 43°37′17″N 97°3′38″O / 43.62139, -97.06056. Según la Oficina del Censo de los Estados Unidos, el municipio tiene una superficie total de 91.85 km², de la cual 89,83 km² corresponden a tierra firme y (2,19 %) 2,02 km² es agua.

## Demografía
Según el censo de 2010, había 339 personas residiendo en el municipio de Humboldt. La densidad de población era de 3,69 hab./km². De los 339 habitantes, el municipio de Humboldt estaba compuesto por el 99,71 % blancos y el 0,29 % eran de una mezcla de razas. Del total de la población el 0 % eran hispanos o latinos de cualquier raza.